# Fredens Kirke (Svendborg)
 For alternative betydninger, se Fredens Kirke. (Se også artikler, som begynder med Fredens Kirke)
Grundstenen til Fredens Kirke blev lagt 16. oktober 1931. Kirken er tegnet af arkitekt Andreas Jensen som en model af den gamle, nu nedrevne klosterkirke, der i sin tid lå ca. hvor nu Svendborg Posthus ligger.
I de første mange år hørte kirken ind under Vor Frue Sogn, men i 1987 blev Fredens Sogn etableret, med cirka 5.000 sognebørn. I 1945 blev der bygget et kapel til. I 1988 fik kirken et 18-stemmers orgel. I 1995 blev et klokketårn indviet 20-25 meter bag selve kirken.